# Cyperus wallichianus
Cyperus wallichianus är en halvgräsart som beskrevs av Spreng.. Cyperus wallichianus ingår i släktet papyrusar, och familjen halvgräs. Inga underarter finns listade i Catalogue of Life.